# Bigga (ö)
För andra betydelser, se Bigga.
Bigga är en obebodd ö i Yell Sound mellan Mainland och Yell i Shetlandsöarna, Skottland.

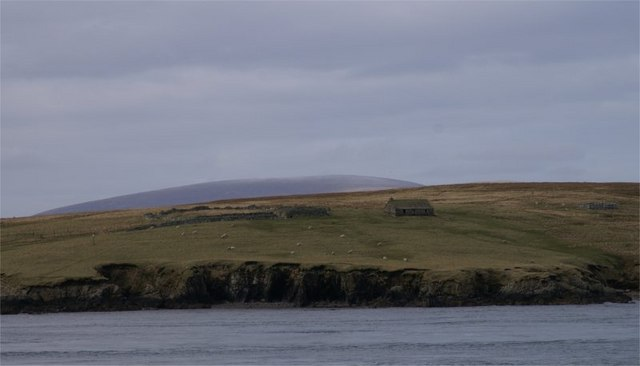
Bigga

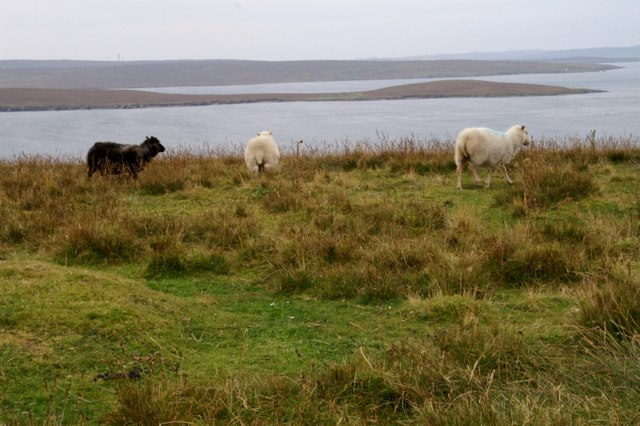
Får på södra Yell, med Bigga i bakgrunden

## Geografi och geologi
Ön Bigga är strax över 1 km lång och med en högsta punkt på 34 meter,. Bigga är en långsmal ö med ett "huvud" och en "kropp". Halsen formas av bukterna Wester Hevda Wick och Easter Hevda Wick. "Hevda wick" är en angliserad form av norn/fornnordiska för "sjögräsvik".
Ön hölls tidigare för bete av boskap.
Administrativt är Bigga delad mellan Delting och Yells civil parish.

## Historia
Det antas att öns namn kommer av fornnordiska Bygdey med betydelsen "Byggnadsö", vilket kan då skulle kunna vara en referens till en gammal byggnad.
I den södra delen  av ön finns en gammal brunn, ett kapell och ett gravfält. Det finns en liten förhistorisk röse (cairn) i öns norra del. I norr finns också resterna av Norrabister, öns tidigare bosättning.
År 1870 gick det tyska segelfartyget Pribislaw på grund här. Hon var ett av många fartyg som tog tyska emigranter från Hamburg till Victoria, i Australien vid mitten av 1800-talet. Skeppet flyttades till Lerwick, där det användes som butik och verkstad tills på 1950-talet. Under 2005 fördes det kvarvarande skeppsvirket till Whittlesea, Australien.
Under det andra världskriget, ville två sjömän från grannön Yell återvända till sin hemö för att fira Yule (jul). Vädret var blåsigt och snöigt och den vanliga färjan mellan Mainland och Yell var inställd, så de lånade en väns båt. Av vädret tvingade att landstiga Bigga, tog de två sjömännen skydd i en stuga och dansade och spelade fiol för att hålla värmen. Dagen därpå lyckades de att ta sig till Yell.Haswell-Smith, Hamish (2004). The Scottish Islands. Edinburgh: Canongate. ISBN 978-1-84195-454-7. http://books.google.co.uk/books?id=bXFwKl5gVqwC